# Musik-Konzepte
Die Musik-Konzepte sind eine musikwissenschaftliche Reihe, die 1977 von Heinz-Klaus Metzger und Rainer Riehn gegründet wurde. Im Zentrum des Periodikums steht die musikalische Avantgarde aller Epochen. Herausgeber ist seit 2004 Ulrich Tadday.

## Inhaltliche Ausrichtung
Von der Musikästhetik Theodor W. Adornos ausgehend hat sich die Reihe Musik-Konzepte den von den Herausgebern als fortschrittlich angesehenen Komponisten nicht nur des 20. Jahrhunderts verschrieben. Die Reihe verbindet musikalische Tradition und Innovation, Geschichte und Gegenwart, indem sie sich zur neuen Musik bekennt und die ältere mit bedenkt. Die Musik-Konzepte behandeln entweder einen Komponisten und sein Werk oder ein aktuelles Problem, das musikästhetisch, -historisch und -soziologisch zu denken gibt. Die Reihe richtet sich nicht nur an eine musikwissenschaftlich versierte, sondern auch an musikinteressierte Leserschaft.

## Geschichte
Die Musik-Konzepte wurden seit der Gründung 1977 bis zur Vertragskündigung seitens des Verlags edition text + kritik zum 31. Dezember 2003 von Metzger und Riehn herausgegeben, die ihre Herausgebertätigkeit nun mit der Reihe querstand. musikalische konzepte fortsetzen.
Seit Januar 2004 ist der Musikwissenschaftler Ulrich Tadday Herausgeber der Musik-Konzepte. Der erste von ihm herausgegebene Band (Nr. 123) befasst sich mit dem Komponisten Charles Ives.
1983 wurde die Redaktion mit dem Deutschen Kritikerpreis ausgezeichnet.

## Erscheinungsweise
Die Reihe Musik-Konzepte erscheint mit vier Nummern im Jahr. Die Hefte können einzeln oder im vergünstigten Abonnement bezogen werden. Abonnenten erhalten darüber hinaus den jährlich zusätzlich erscheinenden Sonderband zum vergünstigten Preis. Für Studierende wird ein vergünstigtes Abonnement angeboten.

## Bände
- 1/2 – Claude Debussy, 1977; 2. überarbeitete Auflage 1981, ISBN 3-921402-56-5.
- 3 – Mozart. Ist die Zauberflöte ein Machwerk?, 1978
- 4 – Alban Berg. Kammermusik I, 1978; 2. Auflage 1981, ISBN 3-88377-069-8.
- 5 – Richard Wagner. Wie antisemitisch darf ein Künstler sein?, 1978; 3. Auflage 1999, ISBN 3-921402-67-0.
- 6 – Edgar Varèse. Rückblick auf die Zukunft, 1978; 2. erweiterte Auflage 1983, ISBN 3-88377-150-3.
- 7 – Leoš Janáček, 1979
- 8 – Beethoven. Das Problem der Interpretation, 1979; 2. revidierte Auflage 1985, ISBN 3-88377-202-X.
- 9 – Alban Berg. Kammermusik II, 1979; 2. Auflage 1999, ISBN 3-88377-015-9.
- 10 – Giuseppe Verdi, 1979; 2. revidierte Auflage 2001, ISBN 3-88377-661-0.
- 11 – Erik Satie, 1980
- 12 – Franz Liszt, 1980, ISBN 3-88377-047-7.
- 13 – Jacques Offenbach, 1980, ISBN 3-88377-048-5.
- 14/15 – Felix Mendelssohn Bartholdy, 1980, ISBN 3-88377-055-8.
- 16 – Dieter Schnebel, 1980, ISBN 3-88377-056-6.
- 17/18 – Johann Sebastian Bach. Das spekulative Spätwerk, 1980; 2. Auflage 1999, ISBN 3-88377-057-4.
- 19 – Karlheinz Stockhausen. … wie die Zeit verging .., 1981, ISBN 3-88377-084-1.
- 20 – Luigi Nono, 1981, ISBN 3-88377-072-8.
- 21 – Modest Musorgskij. Aspekte des Opernwerks, 1981, ISBN 3-88377-093-0.
- 22 – Béla Bartók, 1981, ISBN 3-88377-088-4.
- 23/24 – Anton Bruckner, 1982, ISBN 3-88377-100-7.
- 25 – Richard Wagner, Parsifal, 1982
- 26/27 – Josquin des Prés, 1982, ISBN 3-88377-130-9.
- 28 – Olivier Messiaen, 1982, ISBN 3-88377-131-7.
- 29/30 – Rudolf Kolisch. Zur Theorie der Aufführung, 1983
- 31 – Giacinto Scelsi, 1983
- 32/33 – Aleksandr Skrjabin und die Skrjabinisten I, 1983, ISBN 3-88377-149-X.
- 34/35 – Igor Strawinsky, 1984, ISBN 3-88377-137-6.
- 36 – Schönbergs Verein für musikalische Privataufführungen, 1984, ISBN 3-88377-170-8.
- 37/38 – Aleksandr Skrjabin und die Skrjabinisten II, 1984, ISBN 3-88377-171-6.
- 39/40 – Ernst Křenek, 1984, ISBN 3-88377-185-6.
- 41 – Joseph Haydn, 1985, ISBN 3-88377-186-4.
- 42 – Johann Sebastian Bach. „Goldberg-Variationen“, 1985, ISBN 3-88377-197-X.
- 43/44 – Franco Evangelisti, 1985, ISBN 3-88377-212-7.
- 45 – Fryderyk Chopin, 1985, ISBN 3-88377-198-8.
- 46 – Vincenzo Bellini, 1985, ISBN 3-88377-213-5.
- 47 – Domenico Scarlatti, 1986, ISBN 3-88377-229-1.
- 48/49 – Morton Feldman, 1986
- 50/51 – Johann Sebastian Bach. Die Passionen, 1986, ISBN 3-88377-238-0.
- 52 – Carl Maria von Weber, 1986, ISBN 3-88377-240-2.
- 53 – György Ligeti, 1987
- 54/55 – Iannis Xenakis, 1987
- 56 – Ludwig van Beethoven. Analecta Varia, 1987, ISBN 3-88377-268-2.
- 57/58 – Richard Wagner. Tristan und Isolde, 1987, ISBN 3-88377-269-0.
- 59 – Richard Wagner. Zwischen Beethoven und Schönberg, 1988, ISBN 3-88377-280-1.
- 60 – Guillaume Dufay, 1988, ISBN 3-88377-281-X.
- 61/62 – Helmut Lachenmann, 1988
- 63/64 – Theodor W. Adorno. Der Komponist, 1989, ISBN 3-88377-310-7.
- 65 – Aimez-vous Brahms „the progressive“?, 1989, ISBN 3-88377-311-5.
- 66 – Gottfried Michael Koenig, 1989, ISBN 3-88377-352-2.
- 67/68 – Beethoven. Formale Strategien der späten Quartette, 1990, ISBN 3-88377-361-1.
- 69 – Henri Pousseur, 1990, ISBN 3-88377-376-X.
- 70 – Johannes Brahms. Die Zweite Symphonie, 1990, ISBN 3-88377-377-8.
- 71/72/73 – Witold Lutosławski, 1991, ISBN 3-88377-384-0.
- 74 – Musik und Traum, 1991
- 75 – Hugo Wolf, 1992, ISBN 3-88377-411-1.
- 76/77 – Rudolf Kolisch – Tempo und Charakter in Beethovens Musik, 1992
- 78 – José Luis de Delás, 1992, ISBN 3-88377-431-6.
- 79/80 – Bach gegen seine Interpreten verteidigt, 1993, ISBN 3-88377-437-5.
- 81 – Autorenmusik. Sprache im Grenzbereich der Künste, 1993
- 82 – Jean Barraqué, 1993, ISBN 3-88377-449-9.
- 83/84 – Claudio Monteverdi. Vom Madrigal zur Monodie, 1994, ISBN 3-88377-450-2.
- 85 – Erich Itor Kahn, 1994, ISBN 3-88377-481-2.352-0.
- 86 – Palestrina. Zwischen Démontage und Rettung, 1994, ISBN 3-88377-482-0.
- 87 – Johann Sebastian Bach. Der Choralsatz als musikalisches Kunstwerk, 1995, ISBN 3-88377-494-4.
- 88 – Claudio Monteverdi. Um die Geburt der Oper, 1995, ISBN 3-88377-495-2.
- 89/90 – Pierre Boulez, 1995, ISBN 3-88377-506-1.
- 91 – Gustav Mahler. Der unbekannte Bekannte, 1996, ISBN 3-88377-521-5.
- 92/93/94 – Alexander Zemlinsky. Der König Kandaules, 1996, ISBN 3-88377-546-0.
- 95 – Schumann und Eichendorff, 1997, ISBN 3-88377-522-3.
- 96 – Pierre Boulez II, 1997, ISBN 3-88377-558-4.
- 97/98 – Franz Schubert. „Todesmusik“, 1997, ISBN 3-88377-572-X.
- 99 – W. A. Mozart. Innovation und Praxis. Zum Quintett KV 452, 1998, ISBN 3-88377-578-9.
- 100 – Was heißt Fortschritt?, 1998
- 101/102 – Kurt Weill. Die frühen Werke 1916–1928, 1998, ISBN 3-88377-590-8.
- 103/104 – Hans Rott. Der Begründer der neuen Symphonie, 1999, ISBN 3-88377-608-4.
- 105 – Giovanni Gabrieli. Quantus vir, 1999, ISBN 3-88377-618-1.
- 106 – Gustav Mahler. Durchgesetzt?, 1999, ISBN 3-88377-619-X.
- 107 – Perotinus Magnus, 2000, ISBN 3-88377-629-7.
- 108 – Hector Berlioz. Autopsie des Künstlers, 2000, ISBN 3-88377-630-0.
- 109/110 – Isang Yun. Die fünf Symphonien, 2000, ISBN 3-88377-644-0.
- 111 – Hans G Helms. Musik zwischen Geschäft und Unwahrheit, 2001, ISBN 3-88377-659-9.
- 112/113 – Schönberg und der Sprechgesang, 2001, ISBN 3-88377-660-2.
- 114 – Franz Schubert. Das Zeitmaß in seinem Klavierwerk, 2001, ISBN 3-88377-673-4.
- 115 – Max Reger. Zum Orgelwerk, 2002, ISBN 3-88377-700-5.
- 116 – Haydns Streichquartette. Eine moderne Gattung, 2002, ISBN 3-88377-701-3.
- 117/118 – Arnold Schönbergs „Berliner Schule“, 2002, ISBN 3-88377-715-3.
- 119 – Johann Sebastian Bach. Was heißt „Klang=Rede“?, 2003, ISBN 3-88377-731-5.
- 120/121/122 – Bruckners Neunte im Fegefeuer der Rezeption, 2003, ISBN 3-88377-738-2.

### Neue Folge
- 123 – Charles Ives, 2004, ISBN 3-88377-760-9.
- 124 – Mauricio Kagel, 2004, ISBN 3-88377-761-7.
- 125/126 – Der späte Hindemith, 2004, ISBN 3-88377-781-1.
- 127 – Edvard Grieg, 2005, ISBN 3-88377-783-8.
- 128 – Luciano Berio, 2005, ISBN 3-88377-784-6.
- 129/130 – Richard Strauss. Der griechische Germane, 2005, ISBN 3-88377-809-5.
- 131 – Händel unter Deutschen, 2006, ISBN 3-88377-829-X.
- 132 – Hans Werner Henze. Musik und Sprache, 2006, ISBN 3-88377-830-3.
- 133/134 – Im weißen Rössl. Zwischen Kunst und Kommerz, 2006, ISBN 3-88377-841-9.
- 135 – Arthur Honegger, 2007
- 136 – Gustav Mahler. Lieder, 2007
- 137/138 – Klaus Huber, 2007
- 139 – Aribert Reimann, 2008
- 140 – Brian Ferneyhough, 2008
- 141/142 – Frederick Delius, 2008
- 143 – Galina Ustwolskaja, 2009
- 144/145 – Wilhelm Killmayer, 2009
- 146 – Helmut Lachenmann, 2009
- 147 – Karl Amadeus Hartmann. Simplicius Simplicissimus, 2010
- 148/149 – Heinrich Isaac, 2010
- 150 – Stefan Wolpe I, 2010
- 151 – Arthur Sullivan, 2011
- 152/153 – Stefan Wolpe II, 2011
- 154 – Maurice Ravel, 2011
- 155 – Mathias Spahlinger, 2012
- 156/157 – Paul Dukas, 2012
- 158 – Luigi Dallapiccola, 2012
- 159 – Edward Elgar, 2013
- 160/161 – Adriana Hölszky, 2013
- 162 – Allan Pettersson, 2013
- 163 – Albéric Magnard, 2014
- 164/165 – Luca Lombardi, 2014
- 166 – Jörg Widmann, 2014
- 167 – Mark Andre, 2015
- 168/169 – Nicolaus A. Huber, 2015
- 170 – Benjamin Britten, 2015
- 171 – Ludwig van Beethoven. „Diabelli-Variationen“, 2016
- 172/173 – Beat Furrer, 2016
- 174 – Antonín Dvořák, 2016
- 175 – Enno Poppe, 2017
- 176/177 – Gérard Grisey, 2017, ISBN 978-3-86916-562-2
- 178 – Charles-Valentin Alkan, 2017, ISBN 978-3-86916-600-1
- 179 – Heiner Goebbels, 2018
- 180/181 – Alvin Lucier, 2018
- 182 – Rolf Riehm, 2018
- 183 – Klaus Ospald, 2019
- 184/185 – Jürg Baur, 2019
- 186 – Marco Stroppa, 2019
- 187 – Stefan Heucke, 2020
- 188/189 – Rebecca Saunders, 2020
- 190 – Giacomo Puccini, 2020
- 191 – Martin Smolka, 2021
- 192/193 – Sandór Veress, 2021
- 194 – Chaya Czernowin, 2021
- 195 – Wolfgang Jacobi, 2022, ISBN 978-3-96707-594-6.
- 196/197 – Heinz Holliger, 2022, ISBN 978-3-96707-600-4.
- 198 – Sidney Corbett, 2022, ISBN 978-3-96707-674-5.
- 199 – Georg Friedrich Haas, 2023, ISBN 978-3-96707-751-3.
- 200/201 – Olga Neuwirth, 2023, ISBN 978-3-96707-754-4.
- 202 – Zoltán Kodály, 2023, ISBN 978-3-96707-840-4.
- 203 – Franz Martin Olbrisch, 2024
- 204/205 – Guillaume Dufay, 2024
- 206 – Luigi Nono, 2024
- 207 – Walter Zimmermann, 2025
- 208/209 – Detlev Glanert, 2025

### Sonderbände
In der Regel erscheint ein Sonderband pro Jahr.
- John Cage I, 1978; 2. veränderte Auflage 1990, ISBN 3-88377-296-8.
- Franz Schubert, 1979, ISBN 3-88377-019-1.
- Arnold Schönberg, 1980
- Robert Schumann I, 1981, ISBN 3-88377-070-1.
- Robert Schumann II, 1982, ISBN 3-88377-102-3.
- Anton Webern I, 1983, ISBN 3-88377-151-1.
- Anton Webern II, 1984, ISBN 3-88377-187-2.
- Alban Berg. Wozzeck, 1985, ISBN 3-88377-214-3.
- Gustav Mahler, 1989, ISBN 3-88377-241-0.
- Mozart. Die Da Ponte-Opern, 1991, ISBN 3-88377-397-2.
- John Cage II, 1991; 2. Auflage 2000, ISBN 3-88377-315-8.
- Darmstadt-Dokumente I, 1999
- Geschichte der Musik als Gegenwart, 2000
- Musik der anderen Tradition. Mikrotonale Tonwelten, 2003
- Wolfgang Rihm, 2004, ISBN 3-88377-782-X.
- Bernd Alois Zimmermann, 2005, ISBN 3-88377-808-7.
- Der späte Schumann, 2006, ISBN 3-88377-842-7.
- Musikphilosophie, 2007
- Klangkunst, 2008
- Bohuslav Martinů, 2009
- Philosophie des Kontrapunkts, 2010
- Isabel Mundry, 2011
- Hanns Eisler. Angewandte Musik, 2012
- Hans Zender, 2013
- Walter Braunfels, 2014
- Manos Tsangaris, 2015
- Die Musik – eine Kunst des Imaginären, 2016
- Telemann und die urbanen Milieus der Aufklärung, 2017
- Ralph Vaughan Williams, 2018
- Salvatore Sciarrino, 2019
- György Kurtág, 2020
- Josquin des Prez, 2021
- Musik der DDR?, 2022
- Werner Reinhart, 2023
- Michael Wertmüller, 2024

### Extraband
- Karl Amadeus Hartmann-Zyklus in Nordrhein-Westfalen 1989/90, 1989